# Melchior Wolmar
Melchior Wolmar, né à Rottweil en Allemagne en 1497 et mort à Isny im Allgäu le 1er août 1560, est un érudit protestant allemand.

## Biographie
Professant les belles-lettres à Orléans et à l'Université de Bourges, Wolmar apprit la langue grecque à Calvin et à Bèze et leur inspira l’envie d’être réformateurs. Le duc Ulric de Wittemberg l’attira dans ses états, et le fit professeur de droit à Tübingen. Après avoir rempli ces emplois, avec distinction, il se retira à Eisenach où il mourut d’apoplexie à 64 ans.
Ce savant avait une telle réputation de probité que quelques gens de lettres ne l’appelaient que Melior au lieu de Melchior. La Préface qu’il a mise à la tête de la Grammaire Grecque de Démétrius Chalcondyle a passé en son temps pour un chef d’œuvre du genre. Il a également laissé des Commentaires sur les deux premiers livres de l'Iliade.

## Sources
- Ferdinand Hoefer, Nouvelle Biographie générale, t. 7, Paris, Firmin-Didot, 1857, p. 897-901.